# James Hurrell
James Hurrell (* 7. Juli 1984 in Banbury) ist ein englischer Dartspieler.

## Karriere
James Hurrell begann seine Dartkarriere im Jahre 2010. Zwei Jahre später erreichte er das Halbfinale der Dutch Open. Sein erstes Finale bei der BDO erreichte Hurrell 2014 beim Isle Of Man Classic, wo er Scott Waites jedoch mit 0:4 unterlag. Zwei Monate später stand er bei den Polish Open erneut in einem Finale, doch gegen Alan Norris unterlag er mit 4:6. 2015 verlor er zunächst das Finale des Romanian Classic gegen Jamie Hughes, ehe er beim Finnish Classic seinen ersten Titel gewinnen konnte. Es folgten Teilnahmen am World Masters 2015 und 2016. Bei der BDO World Darts Championship 2016 scheiterte er in der Vorrunde an Larry Butler. Im gleichen Jahr konnte Hurrell das Police Masters gewinnen und war zudem mit dem englischen Nationalteam beim WDF Europe Cup erfolgreich. Seine zweite BDO-WM spielte Hurell 2017, jedoch musste er sich in der ersten Runde seinem Landsmann Mark McGeeney geschlagen geben.
2017 konnte er beim Police Masters seinen Titel mit einem 6:5-Finalsieg über Krzysztof Ratajski verteidigen. Bei der BDO World Trophy 2017 besiegte er in der ersten Runde den favorisierten Scott Waites mit 6:3, ehe er in der nächsten Runde gegen Wesley Harms mit 3:6 ausschied. Mit 6:3 über Jamie Hughes siegte Hurrell auch bei den BDO International Open. Beim World Masters 2017 spielte er sich bis ins Viertelfinale, wo er dem Deutschen Gabriel Clemens unterlag. Seine Teilnahme an der BDO World Darts Championship 2018 musste er krankheitsbedingt absagen und auch bei der World Trophy schied er bereits in der ersten Runde aus. Es dauerte bis 2021, ehe Hurell bei den Welsh Open wieder ein Finale erreichte. Es folgten bei den Irish Open und den Italian Open jeweils ein Halbfinale sowie eine Finalteilnahme am Italian Grand Masters. Durch seine Resultate qualifizierte sich Hurrell für die WDF World Darts Championship 2022, wo er erst im Viertelfinale gegen Cameron Menzies ausschied. Wenig später gewann Hurrell die Scottish Open, im Oktober die Belfry Open und im November erneut das Italian Grand Masters.
Anfang 2023 versuchte sich Hurrell bei der PDC Qualifying School, konnte sich dort jedoch keine Tour Card sichern. Fortan war er auf der PDC Challenge Tour 2023 aktiv, wo er einmal ein Halbfinale erreichte und einen Neundarter spielte. Beim dritten Event der Players Championships 2023 gab Hurrell als Nachrücker dann sein Debüt auf der PDC Pro Tour. Im letzten Event der Challenge Tour 2023 sicherte Hurrell sich dann seinen ersten Titel. Zum Auftakt der WDF World Darts Championship 2023 schied er gegen den Schweden Dennis Nilsson aus. 
Besser lief es für Hurrell hingegen Anfang 2024 bei der PDC Qualifying School, wo er sich eine Tour Card sichern konnte. Gleich beim ersten Turnier der Players Championships 2024 erreichte er das Viertelfinale und qualifizierte sich zudem für die Belgian Darts Open 2024. Bei seinem Debüt auf der European Tour schied er jedoch in der ersten Runde aus. Auch bei den UK Open 2024 wurde er in der ersten Runde eliminiert. Im März und August erreichte Hurrell jeweils bei den Players Championships ein Viertelfinale.

## Titel

### PDC
- Secondary Tour Events
  - PDC Challenge Tour
    - PDC Challenge Tour 2023: 24

### WDF
- Gold-Turniere
  - Scottish Open: (1) 2022
- Silber-Turniere
  - Belfry Open: (1) 2022
  - Italian Grand Masters: (1) 2022
  - Isle of Man Classic: (1) 2022

## Weltmeisterschaftsresultate

### PDC
- 2025: 2. Runde (0:3-Niederlage gegen  Michael van Gerwen)

### WDF
- 2022: Viertelfinale (0:4-Niederlage gegen  Cameron Menzies)
- 2023: 2. Runde (2:3-Niederlage gegen  Dennis Nilsson)

### BDO
- 2016: Vorrunde (2:3-Niederlage gegen  Larry Butler)
- 2017: 1. Runde (1:3-Niederlage gegen  Mark McGeeney)

## Turnierergebnisse
| Turnier                     | 2010                       | ......                     | 2013                       | 2014                       | 2015                       | 2016                       | 2017                       | 2018                       | ......            | 2022              | 2023              | 2024              | 2025              |
| --------------------------- | -------------------------- | -------------------------- | -------------------------- | -------------------------- | -------------------------- | -------------------------- | -------------------------- | -------------------------- | ----------------- | ----------------- | ----------------- | ----------------- | ----------------- |
| BDO-Major-Turniere          |                            |                            |                            |                            |                            |                            |                            |                            |                   |                   |                   |                   |                   |
| Weltmeisterschaft           | nicht qualifiziert         | nicht qualifiziert         | nicht qualifiziert         | nicht qualifiziert         | nicht qualifiziert         | VR                         | 1R                         | n/t                        | n/q               | Verband insolvent | Verband insolvent | Verband insolvent | Verband insolvent |
| World Trophy                | n/a                        | n/a                        | n/a                        | nicht qualifiziert         | nicht qualifiziert         | nicht qualifiziert         | AF                         | 1R                         | n/t               | Verband insolvent | Verband insolvent | Verband insolvent | Verband insolvent |
| World Masters               | 1R                         | n/t                        | 1R                         | VR                         | 5R                         | 5R                         | VF                         | 2R                         | n/q               | Verband insolvent | Verband insolvent | Verband insolvent | Verband insolvent |
| WDF-Platin-/Major-Turniere  |                            |                            |                            |                            |                            |                            |                            |                            |                   |                   |                   |                   |                   |
| Weltmeisterschaft           | nicht ausgetragen          | nicht ausgetragen          | nicht ausgetragen          | nicht ausgetragen          | nicht ausgetragen          | nicht ausgetragen          | nicht ausgetragen          | nicht ausgetragen          | nicht ausgetragen | VF                | AF                | n/t               | n/t               |
| WDF Europe Cup              | n/t                        | n/t                        | n/a                        | n/t                        | n/a                        | 3R                         | n/a                        | n/t                        | n/a               | n/t               | n/a               | n/t               | n/a               |
| World Masters               | nicht ausgetragen          | nicht ausgetragen          | nicht ausgetragen          | nicht ausgetragen          | nicht ausgetragen          | nicht ausgetragen          | nicht ausgetragen          | nicht ausgetragen          | nicht ausgetragen | GP                | n/a               | n/t               | n/t               |
| Finder Masters              | nicht qualifiziert         | nicht qualifiziert         | nicht qualifiziert         | nicht qualifiziert         | GP                         | nicht qualifiziert         | nicht qualifiziert         | nicht qualifiziert         | nicht ausgetragen | nicht ausgetragen | nicht ausgetragen | nicht ausgetragen | nicht ausgetragen |
| PDC-Ranking-Turniere        |                            |                            |                            |                            |                            |                            |                            |                            |                   |                   |                   |                   |                   |
| Weltmeisterschaft           | nicht teilgenommen         | nicht teilgenommen         | nicht teilgenommen         | nicht teilgenommen         | nicht teilgenommen         | nicht teilgenommen         | nicht teilgenommen         | nicht teilgenommen         | n/q               | n/t               | n/q               | n/q               | 2R                |
| World Masters               | nicht ausgetragen          | nicht ausgetragen          | nicht ausgetragen          | nicht ausgetragen          | nicht ausgetragen          | nicht ausgetragen          | nicht ausgetragen          | nicht ausgetragen          | nicht ausgetragen | nicht ausgetragen | nicht ausgetragen | nicht ausgetragen | VR                |
| UK Open                     | nicht teilgenommen         | nicht teilgenommen         | nicht teilgenommen         | nicht teilgenommen         | nicht teilgenommen         | nicht teilgenommen         | nicht teilgenommen         | nicht teilgenommen         | n/q               | n/t               | n/q               | 2R                | 2R                |
| Players Championship Finals | nicht teilgenommen         | nicht teilgenommen         | nicht teilgenommen         | nicht teilgenommen         | nicht teilgenommen         | nicht teilgenommen         | nicht teilgenommen         | nicht teilgenommen         | n/q               | n/t               | n/q               | 1R                |                   |
| Karrierestatistiken         |                            |                            |                            |                            |                            |                            |                            |                            |                   |                   |                   |                   |                   |
| Jahresendplatzierung        | unbekannt                  | unbekannt                  | unbekannt                  | 27                         | 26                         | 22                         | 9                          | 38                         | 7                 | 3                 | 6                 | 89                |                   |
| Verband                     | British Darts Organisation | British Darts Organisation | British Darts Organisation | British Darts Organisation | British Darts Organisation | British Darts Organisation | British Darts Organisation | British Darts Organisation | WDF               | WDF               | WDF               | PDC               | PDC               |

| Legende zu den Turnierergebnissen | Legende zu den Turnierergebnissen | Legende zu den Turnierergebnissen | Legende zu den Turnierergebnissen | Legende zu den Turnierergebnissen | Legende zu den Turnierergebnissen | Legende zu den Turnierergebnissen | Legende zu den Turnierergebnissen | Legende zu den Turnierergebnissen | Legende zu den Turnierergebnissen |
| --------------------------------- | --------------------------------- | --------------------------------- | --------------------------------- | --------------------------------- | --------------------------------- | --------------------------------- | --------------------------------- | --------------------------------- | --------------------------------- |
| n/t                               | nicht teilgenommen                | n/q                               | nicht qualifiziert                | n/a                               | nicht ausgetragen                 | #R                                | Aus in jeweiliger Runde           | GP                                | Aus in der Gruppenphase           |
| AF                                | Achtelfinalist                    | VF                                | Viertelfinalist                   | HF                                | Halbfinalist                      | F                                 | Turnierfinalist                   | S                                 | Turniersieger                     |